# 40a edició dels Premis Sant Jordi de Cinematografia
La 40a edició dels Premis Sant Jordi de Cinematografia va tenir lloc el 22 d'abril de 1996 a la casa de la Llotja de Barcelona.Michael Radford i Ken Loach van recollir personalment els seus premis. Els guanyadors es van fer públics a finals de gener.

## Premis Sant Jordi

### Premis competitius
| Categoria                              | Premiat                                         | Labor premiada                                                         |
| -------------------------------------- | ----------------------------------------------- | ---------------------------------------------------------------------- |
| Millor pel·lícula espanyola            | Terra i llibertat                               | Pel·lícula                                                             |
| Millor actor en pel·lícula espanyola   | Federico Luppi                                  | Nadie hablará de nosotras cuando hayamos muerto La ley de la frontera. |
| Millor actriu en pel·lícula espanyola  | Marisa Paredes                                  | La flor de mi secreto                                                  |
| Millor opera prima                     | Nadie hablará de nosotras cuando hayamos muerto | Agustín Díaz Yanes                                                     |
| Millor pel·lícula estrangera           | Il postino                                      | Pel·lícula                                                             |
| Millor actor en pel·lícula estrangera  | Chazz Palminteri                                | Sospitosos habituals Una història del Bronx Bales sobre Broadway       |
| Millor actriu en pel·lícula estrangera | Jessica Lange                                   | Les coses que no moren mai Rob Roy'                                    |

### Premis honorífics
| Categoria                     | Premiat                              | Labor premiada                                |
| ----------------------------- | ------------------------------------ | --------------------------------------------- |
| Premi a la labor professional | Marta Balletbò-Coll Ana Simón Cerezo | Per la producció i distribució de Costa Brava |

## Roses de Sant Jordi
Una vegada més es van lliurar les dues roses de Sant Jordi, premis concedits per votació popular entre els oïdors de Ràdio 4 que recompensen a les que el públic considera millors pel·lícules nacional i estrangera.
| Categoria                    | Premiat                 |
| ---------------------------- | ----------------------- |
| Millor pel·lícula espanyola  | El perquè de tot plegat |
| Millor pel·lícula estrangera | Il postino              |